# 8150 Kaluga
A 8150 Kaluga (ideiglenes jelöléssel 1985 QL4) a Naprendszer kisbolygóövében található aszteroida. Nyikolaj Sztyepanovics Csernih fedezte fel 1985. augusztus 24-én.